# Dirty Dynamite
Dirty Dynamite ist das siebzehnte Studioalbum der schweizerischen Hard-Rock-Band Krokus. Es enthält die Singleauskopplungen „Dirty Dynamite“, „Go Baby Go“ und „Dög Song“.

## Hintergrund
Mit dem Verkünden der Wiederbelebung der Urformation im Jahr 2008 wurde das für Krokus – auch trotz der nicht enden wollenden Besetzungswechsel – ohnehin schon äußerst erfolgreich verlaufende Jahrzehnt noch zusätzlich veredelt. Das erste daraus resultierende Studioalbum Hoodoo strich sowohl von der Musikpresse als auch von den Fans nahezu ausschließlich positive Kritiken ein und der Name Krokus war international wieder gefragter denn je. Daran wollte die Band, nachdem sie Hoodoo vorwiegend durch Festivalauftritte promotet hatte, anknüpfen und so wurden für die wiederum von Produzent Chris von Rohr geleiteten Aufnahmen des Nachfolgers Dirty Dynamite auch die berühmten Abbey Road Studios in London für den Großteil der Aufnahmen gebucht und bezogen. Doch bevor dies geschah, war noch der Wegfall eines Bestandteils der Urformation zu verzeichnen: Schlagzeuger Freddy Steady verließ die Band 2011 – nicht wegen persönlicher Differenzen mit den Mitstreitern, sondern weil er lieber nur zum Spaß in kleinen Clubs gespielt hätte, anstatt wieder mit professionellem Anstrich auf die großen Bühnen der Welt zurückzukehren. Im Anschluss wurde das Schlagzeug zunächst nicht mehr an ein vollwertiges Bandmitglied vergeben, allerdings wurde mit Mandy Meyer, der bereits 1981 und von 2005 bis 2008 in der Band war, ein dritter Gitarrist fest ins Line-Up integriert. In der Besetzung Marc Storace, Fernando von Arb, Mandy Meyer, Mark Kohler und Chris von Rohr sowie dem griechischen Gastschlagzeuger Kosta Zafiriou wurde Dirty Dynamite schließlich fertiggestellt und Anfang 2013 veröffentlicht. Ebenso wie schon bei Hoodoo äußerten sich auch diesmal Musikfachleute und Fans gleichermaßen begeistert. Folgerichtig kletterte das Album, das deutlich bluesiger klingt als der Vorgänger, bereits eine Woche nach Veröffentlichung auf Platz 1 der schweizerischen Albumcharts und zudem auf Platz 46 in Österreich, Platz 41 in Schweden, Platz 29 in Griechenland und Platz 17 der deutschen Albumcharts. Darüber hinaus erreichte es Platz 22 der US-amerikanischen Hard Rock Charts und innerhalb weniger Wochen eine Platinauszeichnung in der Schweiz. Neben dem Album, das auch eine umarrangierte Version des Beatles-Klassikers „Help“ enthält, konnte sich aber auch die in Europa veröffentlichte Single „Dirty Dynamite“, zu der wiederum ein Video gedreht wurde, auf Platz 32 der schweizerischen Singlecharts platzieren. In Kanada und den USA fiel mit „Go Baby Go“ die Auswahl der Single bemerkenswerterweise dennoch auf einen anderen Song des Albums. Im Zuge der ersten Konzerte nach der Veröffentlichung des Albums – der aus insgesamt fünf Auftritten bestehenden The Close Contact Dög Tour im Mai 2013 – stellten Krokus schließlich auch ihren neuen festen Schlagzeuger vor, den ebenfalls aus Solothurn stammenden Schweizer Flavio Mezzodi. Für die nahe Zukunft sind zur Promotion des Albums einzelne Festivalauftritte, u. a. auf dem Sweden Rock in Sölvesborg, dem Hellfest in Clisson sowie dem Rock of Ages in Rottenburg am Neckar geplant. Während der Festivalauftritte veröffentlichte die Band die Single „Dög Song“, zu der ein weiterer Videoclip produziert wurde. Bemerkenswert ist, dass dem Videodreh ein Casting vorausging, in dem eine Bulldogge für die Hauptrolle in diesem Musikvideo ausgewählt wurde.

## Titelliste
1. Hallelujah Rock ’n’ Roll (3:26) (Chris von Rohr/Mark Kohler/Marc Storace)
2. Go Baby Go (3:36) (von Rohr/Fernando von Arb/Storace)
3. Rattlesnake Rumble (3:47) (von Rohr/von Arb/Storace)
4. Dirty Dynamite (3:49) (von Rohr/von Arb/Storace)
5. Let the Good Times Roll (3:54) (von Rohr/Kohler/Storace)
6. Help (4:26) (John Lennon/Paul McCartney)
7. Better Than Sex (4:15) (von Rohr/von Arb/Storace)
8. Dög Song (3:46) (von Rohr/von Arb/Storace)
9. Yellow Mary (3:31) (von Rohr/von Arb/Storace)
10. Bailout Blues (3:29) (von Rohr/Kohler/Storace)
11. Live Ma Life (3:57) (von Rohr/von Arb/Storace)
12. Hardrocking Man (3:10) (von Rohr/von Arb/Storace)

### Coverversion
„Help“ ist eine Beatles-Coverversion. Das Lied wurde ursprünglich 1965 auf der gleichnamigen Album Help! veröffentlicht.

## Besetzung
Gesang: Marc Storace
Leadgitarre, Rhythmusgitarre: Fernando von Arb
Leadgitarre: Mandy Meyer
Rhythmusgitarre: Mark Kohler
Bass: Chris von Rohr

### Gastmusiker
Gesang: Mark Fox, Tommy Heart
Schlagzeug: Kosta Zafiriou